# Армоа (Горња Савоја)
Армоа (фр. Armoy) насеље је и општина у источној Француској у региону Рона-Алпи, у департману Горња Савоја која припада префектури Тонон ле Бен.
По подацима из 2011. године у општини је живело 1.216 становника, а густина насељености је износила 245,66 становника/km². Општина се простире на површини од 4,95 km². Налази се на средњој надморској висини од 620 метара (максималној 674 m, а минималној 415 m).

## Демографија
| 1861. | 1901. | 1921. | 1954. | 1962. | 1968. | 1975. | 1982. | 1990. | 1999. | 2011. |
| ----- | ----- | ----- | ----- | ----- | ----- | ----- | ----- | ----- | ----- | ----- |
| 917   | 232   | 203   | 223   | -     | -     | 425   | -     | 775   | 940   | 1.216 |

График промене броја становника у току последњих година